# Лебедев, Владимир Альбертович
Владимир Альбертович Лебедев (23 апреля 1962, Новогрудок, Гродненская область — 30 ноября 2023) — российский политик, представитель от исполнительного органа государственной власти Нижегородской области в Совете Федерации ФС РФ (2014—2023), заместитель председателя Комитета Совета Федерации по аграрно-продовольственной политике и природопользованию.
Из-за поддержки нарушения территориальной целостности Украины во время российско-украинской войны находился под персональными международными санкциями Евросоюза, США, Великобритании и ряда других стран.

## Биография
Родился 23 апреля 1962 года в городе Новогрудок, Гродненской области.
В 1987 году окончил Горьковский государственный политехнический институт, по специальности — радиоинженер.
В 1996 году окончил Всероссийский заочный финансово-экономический институт и НОУ «Институт развития бизнеса».
Трудовую деятельность в 1997 году связал с ЗАО «Лукойл-Нижний Новгород». Сначала назначен на пост заместителя генерального директора, чуть позже стал директором по развитию.
С 1998 года работал на руководящих должностях в ОАО «Нижновэнерго».
В 2004 году перебрался в Кировскую область, заняв пост первого заместителя Председателя Правительства области.
В течение двух лет с 2005 по 2007 год руководил ОАО «Территориальная генерирующая компания № 5». Являлся председателем Совета директоров. Позднее назначен генеральным директором ОАО «Южная Генерирующая Компания ТГК-8».
В 2009 году был избран на пост заместителя Губернатора Нижегородской области. Курировал вопросы ЖКХ и энергетики.
Позже работал председателем Совета директоров ОАО «Нижегородская теплоснабжающая компания». Входил в Инвестиционный совет при Губернаторе Нижегородской области.
В середине 2012 года назначен на должность заместителя Министра природных ресурсов и экологии России.
15 апреля 2013 года возглавил Федеральное агентство лесного хозяйства (Рослесхоз).
В сентябре 2014 года делегирован в Совет Федерации от исполнительного органа государственной власти Нижегородской области. Вошёл в комитет по аграрно-продовольственной политике и природопользованию, став заместителем председателя.
Был женат, воспитал двух сыновей.
Умер 30 ноября 2023 года в возрасте 61 года.

## Память
Национальный парк «Нижегородское Поволжье», созданный в 2024 году, носит имя Владимира Лебедева.

## Декларированные доходы
За 2017 год общая сумма в декларации составила 4 млн 607 тыс. руб., супруги — 4 млн 350 тыс. руб. В перечне собственности у четы Лебедевых также значатся: 28 объектов недвижимости (в том числе 8 квартир, 5 домов у супруга) и 16 транспортных средств, включая десять легковых автомобилей.

## Награды и звания
- Действительный государственный советник Российской Федерации 3 класса
- медалью «За трудовую доблесть»;
- орденом Сергия Радонежского III степени;
- нагрудным знаком «За содружество».